# Видулуш
Видулуш или Видолуш (грч. Δαμασκηνιά, Дамаскинија) је насељено место у општини Горуша у периферији Западна Македонија, Грчка. Према попису из 2021. године било је 77 становника.
Према бугарском географу и историчару, Василу Канчову, у Видулушу је 1900. године живело 405 Словена хришћана. Мушко становништво у селу је добро говорило грчки, због чега је Видулуш погрешно сматран за грчко село.